# Piège blond
Pour plus de détails, voir Fiche technique et Distribution.
Piège blond est un film français réalisé par Jean Jabely, sorti en 1970.

## Fiche technique
- Titre : Piège blond
- Réalisation : Jean Jabely
- Scénario et dialogues : Jean Jabely
- Photographie : André Dumaître
- Son : Maurice Didelot
- Musique : Pierre Gerson
- Montage : Pierrette Fial
- Production : Galba Films
- Pays de production :  France
- Durée : 78 minutes
- Date de sortie : France - 20 décembre 1970

## Distribution
- Marie-France Boyer : Yselle
- Georges Rivière : Hugo
- Aude Olivier : Dominique
- Paul Labbey : Le guitariste
- Annie Monnier :